# Hronec (wieś)
Hronec – wieś (obec) o charakterze osady przemysłowej w środkowej Słowacji, w powiecie breźnieńskim, w kraju bańskobystrzyckim, w historycznym regionie Horehronie. Powierzchnia: 35,15 km². Liczba ludności: 1220 mieszkańców (2011).

## Położenie
Hronec leży niespełna 5 km na zachód od Brezna, na pograniczu Kotliny Brezneńskiej i Rudaw Weporskich, w dolnej części doliny Czarnego Hronu, u ujścia do niego potoku Osrblianka. Centrum miejscowości znajduje się na wysokości ok. 490 m n.p.m.

## Historia miejscowości
Hronec jest jedną z najstarszych wsi w dolinie Hronu. Wspominany był już w 1357 r. jako osada założona przez Pawła, strażnika królewskiego rewiru łowieckiego (słow. Zvolenský les). W roku 1361 król Ludwik I Wielki uczynił go dziedzicznym sołtysem nowej wsi. W XV w. jej teren został jednak włączony w granice i pod jurysdykcję sołtysa sąsiedniej pasterskiej wsi Valaská. Należała ona do feudalnego tzw. „państwa” z siedzibą na zamku w Slovenskej Ľupčy. W 1527 r. rozpoczęto w okolicy wydobycie rud żelaza i od tego czasu dzieje wsi na stałe już związały się z hutnictwem. Miejscowa produkcja hutnicza promieniowała w następnych wiekach na okoliczne miejscowości, a tutejsza huta stała się zalążkiem przemysłu hutniczego w tej części doliny Hronu.
W 1895 r. uruchomiona została linia kolejowa z Bańskiej Bystrzycy do Brezna. W tym samym czasie powstało jej krótkie odgałęzienie od stacji Chvatimech do hroneckiej odlewni. W 1908 r. rozpoczęto budowę pierwszego odcinka tzw. Czarnohrońskiej Kolei Leśnej (ČHŽ) z Hronca do Čiernego Balogu. Po wybudowaniu całej sieci wspomnianej wąskotorowej kolei leśnej miejscowość stała się punktem przeładunkowym, w którym na wagony o normalnym rozstawie kół przeładowywano rocznie do 300 tys. m³ drewna. Działały tu również parowozownia i warsztaty naprawcze ČHŽ. Kolej leśna przestała przewozić towary definitywnie w 1982 r.
W okresie słowackiego powstania narodowego w 1944 r. w odlewni i warsztatach kolejowych produkowano elementy do powstańczego uzbrojenia. Działał tu też powstańczy szpital.
Obecnie obok podupadającej odlewni działa we wsi duży tartak, przerabiający drewno dostarczane z lasów w dolinie Czarnego Hronu. Mieszkańcy pracują również w hucie w sąsiedniej Podbrezovej lub w Breźnie.
Hronec jest punktem wyjściowym znakowanych szlaków turystycznych: na pobliski szczyt Chvatimech (880 m n.p.m.) oraz na Štromp (958 m n.p.m.) w Rudawach Weporskich. Uznaną atrakcją turystyczną jest Czarnohrońska Kolej Leśna kursująca ponownie od 1992 r. na odcinku Hronec – Čierny Balog (obecnie: Chvatimech – Hronec – Čierny Balog – Vydrová dolina).

## Historia hutnictwa w Hroncu
Równolegle z rozpoczęciem wydobycia rudy żelaza powstała w Hroncu prymitywna huta i kuźnice, przetwarzające jej produkcję na gotowe wyroby. Funkcjonowały one nieprzerwanie do końca XVIII w. W latach 1795 i 1805 wzniesiono tu dwa pierwsze w regionie wielkie piece, co zdecydowanie zwiększyło produkcję huty i jej jakość. Ponieważ miejscowa ruda nadawała się dobrze do produkcji żeliwa, szybko rozwinęło się odlewnictwo. Zakład wyspecjalizował się w wykonywaniu dużych odlewów, a w I połowie XIX w. był największą odlewnią na terenie ówczesnych Węgier.
W 1853 r. hronecka huta uruchomiła w Podbrezovej walcownię, która w krótkim czasie stała się zaczątkiem nowej, dużej huty, istniejącej do dziś. Po kryzysie gospodarczym w II połowie XIX w. zakład w Hroncu podupadł. W 1883 r. wygaszono ostatni wielki piec, pozostawiając jedynie odlewnię, do której surowiec zaczęto dowozić od 1895 r. koleją m.in. z niedalekiej Podbrezovej. W 1919 r. zakład został wykupiony przez nowo powstałe państwo czechosłowackie, a następnie znacznie zmodernizowany. Po II wojnie światowej odlewnię, częściowo zniszczoną, w 1946 r. odbudowano. W znacznie ograniczonym zakresie funkcjonuje ona do chwili obecnej.

## Osoby związane z miejscowością
W Hroncu urodził się Ladislav Chudík (1924-2015), wybitny słowacki aktor teatralny i filmowy. Jego imieniem nazwano jedno ze źródeł na terenie wsi, u wylotu doliny Osrblianki (Prameň Ladislava Chudíka, popularnie "Chudíčka"), obmurowane w latach 2004/2005 i zaopatrzone w pamiątkową tabliczkę.

## Zabytki
- dawna siedziba cesarskiego urzędnika (słow. komorský dom) z połowy XVIII w., barokowy, częściowo przebudowany;
- kościół pw. św. Klemensa z lat 1821–1826 - murowany, klasycystyczny, jednonawowy, z półkoliście zamkniętym prezbiterium i wieżą na osi, wtopioną w korpus budowli;
- przęsło pierwszego żeliwnego mostu w środkowej Europie z 1810 r., wykonane w tutejszej hucie – eksponowane przed zabudowaniami odlewni;
- żeliwne, odlewane latarnie z przełomu XIX i XX w. – nielicznie w centrum miejscowości.